# Proteinski prekurzor
Proteinski prekurzor (proprotein, propeptid) je neaktivni protein (ili peptid) koji se može pretvoriti u aktivnu formu putem posttranslacione modifikacije. Ime prekurzora proteina često sadrži prefiks pro. Primeri su proinsulin i proopiomelanokortin.
Proteinski prekurzori se često koriste u organizmu kad su kasniji oblici proteina potencijalno štetni, ali je neophodno da budu brzo dostupni i/ili u velikim količinama. Enzimski prekurzori se nazivaju zimogenima ili proenzimima. Primeri su enzimi digestivnog trakta kod ljudi.
Neki proteinski prekurzori se izlučuju iz ćelije. Mnogi od njih se sintetišu sa N-terminalnim signalnim peptidom koji ih predispozira za sekreciju. Poput drugih proteina koji sadrže signalni peptid, njihova imena imaju prefikse pre. Oni se stoga nazivaju pre-pro-proteini ili pre-pro-peptidi. Signalni peptid se odvaja u endoplazmatičnom retikulumu. Primer je preproinsulin.

## Literatura
- Alberts, Bruce (2002). Molecular biology of the cell. New York: Garland Science. стр. 760. ISBN 978-0-8153-3218-3.